# Continental Football League 2018
La Continental Football League 2018 è la 1ª edizione dell'omonimo torneo di football americano.
Vi prendono parte le squadre finaliste del campionato bielorusso e le prime due classificate del campionato moscovita.

## Squadre partecipanti
| Pr. | Squadra                       | Città           | Data di qualificazione | Qualificata in quanto               |
| --- | ----------------------------- | --------------- | ---------------------- | ----------------------------------- |
| 1   | Sankt Petersburg North Legion | San Pietroburgo | 10 giugno 2018         | Campione del campionato moscovita   |
| 2   | Minsk Litwins                 | Minsk           | 30 giugno 2018         | Campione del campionato bielorusso  |
| 3   | Minsk Hurricanes              | Minsk           | 8 luglio 2018          | Finalista del campionato bielorusso |
| 4   | Moscow Bruins                 | Petrozavodsk    | 8 luglio 2018          | Finalista del campionato moscovita  |

## Tabellone
|  | Semifinali | Semifinali                    | Semifinali |               |      | Finale                        | Finale | Finale |  |
|  |            |                               |            |               |      |                               |        |        |  |
|  | MOS1       | Sankt Petersburg North Legion | 45         |               |      |                               |        |        |  |
|  | MOS1       | Sankt Petersburg North Legion | 45         |               |      |                               |        |        |  |
|  | BLR2       | Minsk Hurricanes              | 6          |               |      |                               |        |        |  |
|  | BLR2       | Minsk Hurricanes              | 6          |               | MOS1 | Sankt Petersburg North Legion | 12     |        |  |
|  |            |                               |            |               | MOS1 | Sankt Petersburg North Legion | 12     |        |  |
|  |            |                               | BLR1       | Minsk Litwins | 28   |                               |        |        |  |
|  | BLR1       | Minsk Litwins                 | BLR1       | Minsk Litwins | 28   | 32                            |        |        |  |
|  | BLR1       | Minsk Litwins                 |            |               |      |                               |        |        |  |
|  | MOS2       | Moscow Bruins                 | 14         |               |      |                               |        |        |  |

## Calendario

### Semifinali
| 8 settembre 2018, ore 17:00 | Minsk Litwins | 32 – 14 | Moscow Bruins |  |

| San Pietroburgo 15 settembre 2018 | Sankt Petersburg North Legion | 45 – 6 (13-0 19-0 0-6 6-0) referto | Minsk Hurricanes | Stadion Dinamo |

### I Finale
| San Pietroburgo 29 settembre 2018, ore 14:00 | Sankt Petersburg North Legion | 12 – 28 (6-0 6-8 0-12 0-8) referto | Minsk Litwins | Stadion Dinamo |

## Verdetti
- Minsk Litwins Vincitori della Continental Football League 2018